# Rivière des Bêtes Puantes
Rivière des Bêtes Puantes är ett vattendrag i Kanada.   Det ligger i provinsen Québec, i den sydöstra delen av landet, 270 km nordost om huvudstaden Ottawa.
I omgivningarna runt Rivière des Bêtes Puantes växer i huvudsak blandskog. Trakten runt Rivière des Bêtes Puantes är nära nog obefolkad, med mindre än två invånare per kvadratkilometer.